# 历林水口塔
历林水口塔，位于中国广东省韶关市仁化县石塘镇，为韶关市仁化县的一个县级文物保护单位，类型为古建筑，公布时间为1989年6月3日。
历林水口塔的历史年代为明代。